# Dynaspidiotus piceae
Dynaspidiotus piceae är en insektsart som först beskrevs av Tang, Hao, Shi och Tang 1991.  Dynaspidiotus piceae ingår i släktet Dynaspidiotus och familjen pansarsköldlöss. Inga underarter finns listade i Catalogue of Life.